# Şamaxı (raion)
Şamaxı est un raion de l'Azerbaïdjan. Sa capitale est Chamakhi.

## Histoire
Chamakhi a été mentionné pour la première fois sous le nom de « Kemaxeya » par l'ancien géographe gréco-romain Claude Ptolémée du Ier au IIe siècle. C’était une ville importante au Moyen Âge et elle a servi de capitale à l’Etat de Chirvanchah du VIIIe au XIXe siècle et capitale de Khanat de Chirvan, également connu sous le nom de khanat de Chamakhi. Le frère catholique, missionnaire et explorateur Guillaume de Rubrouck est passé par là lors de son voyage de retour de la cour du Grand Mogol.
Le marchand russe Fédot Afanassiévitch Kotov mentionne la ville de Chamakhi comme centre de production de soie de qualité, dans son Itinéraire de Moscou au royaume de Perse rédigé en 1624.
Au milieu du XVIe siècle, il était le siège d'une usine commerciale anglaise, sous le voyageur Anthony Jenkinson, ensuite envoyé extraordinaire du khan de Chirvan au tsar Ivan IV le Terrible de Russie.  
Chamakhi était la capitale du gouvernement de Chamakhi de l'empire russe jusqu'au tremblement de terre dévastateur de 1859, lorsque la capitale de la province fut transférée à Bakou. L'importance de la ville a ensuite fortement diminué. Selon le dictionnaire encyclopédique Brockhaus et Efron (vol. 77, p. 460, publié en 1903), Chamakhi comptait 20008 habitants (10450 hommes et 9558 femmes), dont 3% de Russes, 18% d’Arméniens et 79% Tatars d'Azerbaïdjan. " En ce qui concerne la religion, 79% de la population était musulmane, dont 22% étaient sunnites et le reste chiite; les 21% restants étaient «arméno-grégoriens» (membres de l'Église apostolique arménienne) et «Pravoslav» (orthodoxes).

## Géographie
La partie nord du district a essentiellement un relief montagneux et se lève vers le bassin versant de la crête principale du Caucase.

## Population
| Groupe ethnique | Population - 1999, | Population - 2009 |
| Total           | 80 625             | 91 605            |
| Azéris          | 78 844             | 90 350            |
| Turcs           | 979                | 879               |
| Russes          | 515                | 235               |
| Lezghiens       | 159                | 87                |
| Géorgiens       | 2                  | 21                |
| Tats            | ...                | 6                 |
| Tatars          | 8                  | 2                 |
| Ukrainiens      | 61                 | 2                 |
| Juifs           | 4                  | ...               |
| Arméniens       | 4                  | ...               |
| Autres          | 49                 | 23                |

## Villages
| Zarat-kheybari  | Saguiyan        | Galeybougourd  |
| Yenikand        | Safali          | Garavalli      |
| Mammadbayli     | Sabirli         | Galadarassi    |
| Talichnourou    | Gouchtchou      | Pirbahli       |
| Sis             | Sabir           | Ovtchoulou     |
| Chirvan         | Gourdtépé       | Nuydu          |
| Charadil        | Gonagkand       | Nagarakhana    |
| Chahriyar       | Guizmeydan      | Mouganli       |
| Mirikand        | Meysari         | Marzandiya     |
| Maltchaque      | Maliktchobanli  | Malham         |
| Lalazar         | Karkantch       | Kalakhana      |
| Ketchmadin      | Beuyuk Khinisli | Hamyali        |
| Hadjigadirli    | Hadjili         | Geuylar        |
| Ardjiman        | Angarkhan       | Akhmédli       |
| Damirtchi       | Dadagunach      | Dag - Baghirli |
| Tchoukhouryourd | Tcheulgeuylar   | Tchiragli      |
| Tchayli 1       | Tchayli 2       | Tcharkhan      |
| Tchagan 1       | Tchagan 2       | Tchobani 1     |
| Tchobani 2      | Baghirli        | Avakhil        |
| Achkar          | Adnali          | Adjidara       |

## Éducation
Non seulement l’Azerbaïdjan, mais aussi le Moyen-Orient, l’Asie centrale, la Turquie et d’autres pays avaient étudié la science dans la mosquée de la mosquée du Vendredi depuis la fin du XIXe siècle. Certains d'entre eux tels que Khagani Shirvani, Feleki Chirvani, Musulman Chirvani, Saiyid  Imad-ad-din Nassimi, Nichat Chirvani, Mir Nazim Chirvani, Seyid Azim Chirvani, Mirza Nasrulla Bey, Dede, Mahmud Aga, Habib Efendi, Seyid Unsizade et d'autres étaient des éducateurs intelligents éminents.
Au Moyen Âge, de nombreuses médersas de grandes mosquées ont fonctionné dans plusieurs villes d'Azerbaïdjan. Aux Xe et XIIIe siècles, de nombreuses villes d'Azerbaïdjan, dont Tabriz, Maragha, Gandja, Nakhitchevan, Chamakhi et Ardabil, étaient connues comme centres de science, d'éducation, d'art et de culture de l'Est.
Selon le célèbre voyageur turc du XVIIe siècle, Evliya Çelebi, il y avait 40 écoles, 7 médersas à Chamakhi.
Aujourd'hui, il existe 72 écoles secondaires dans la région, la branche Chamakhi de l'Institut des enseignants azerbaïdjanais, le collège humanitaire Chamakhi, le collège économique industriel Chamakhi et l'observatoire astrophysique Chamakhi de l'Académie nationale des sciences.

## Galerie

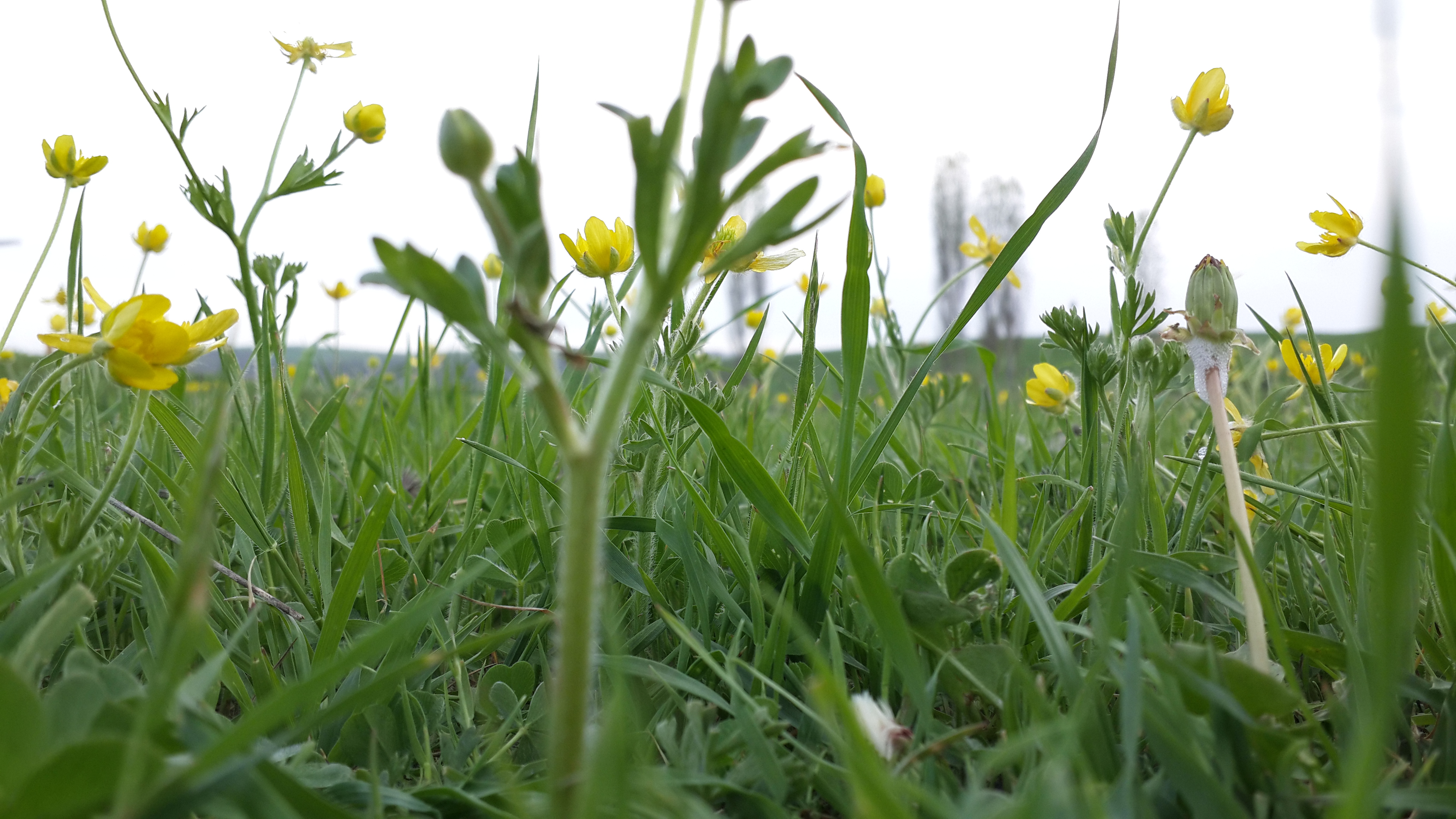
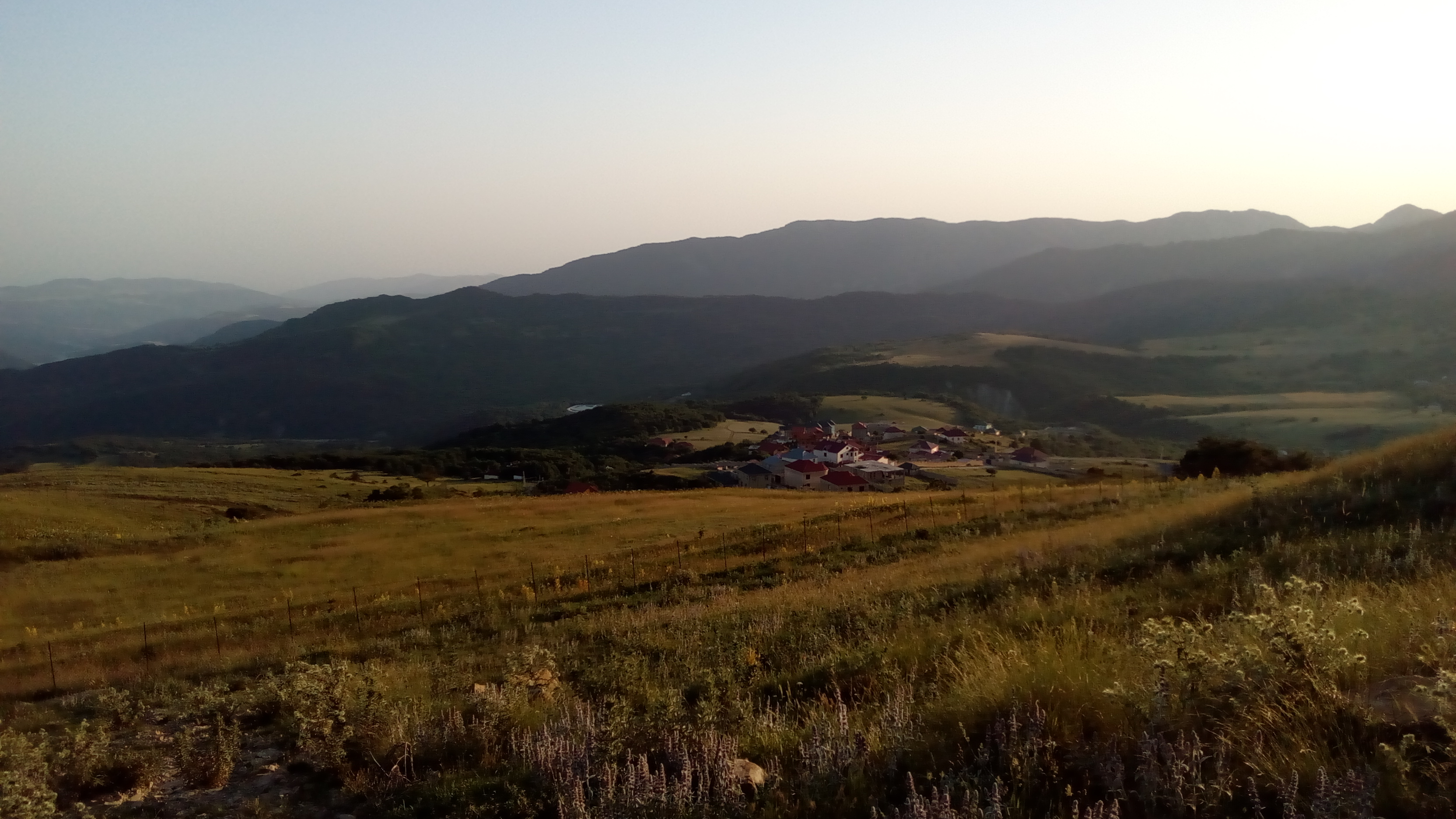
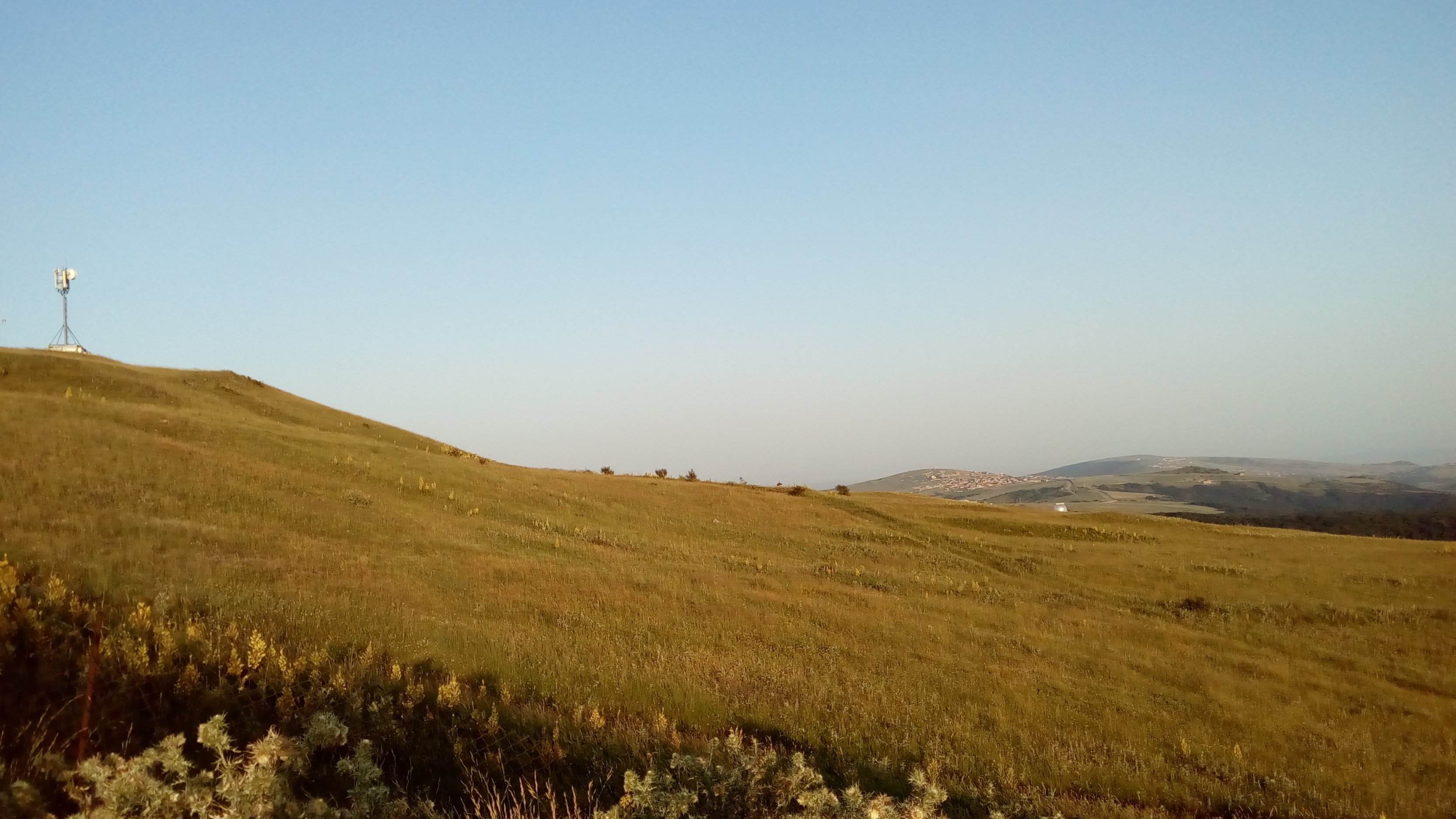
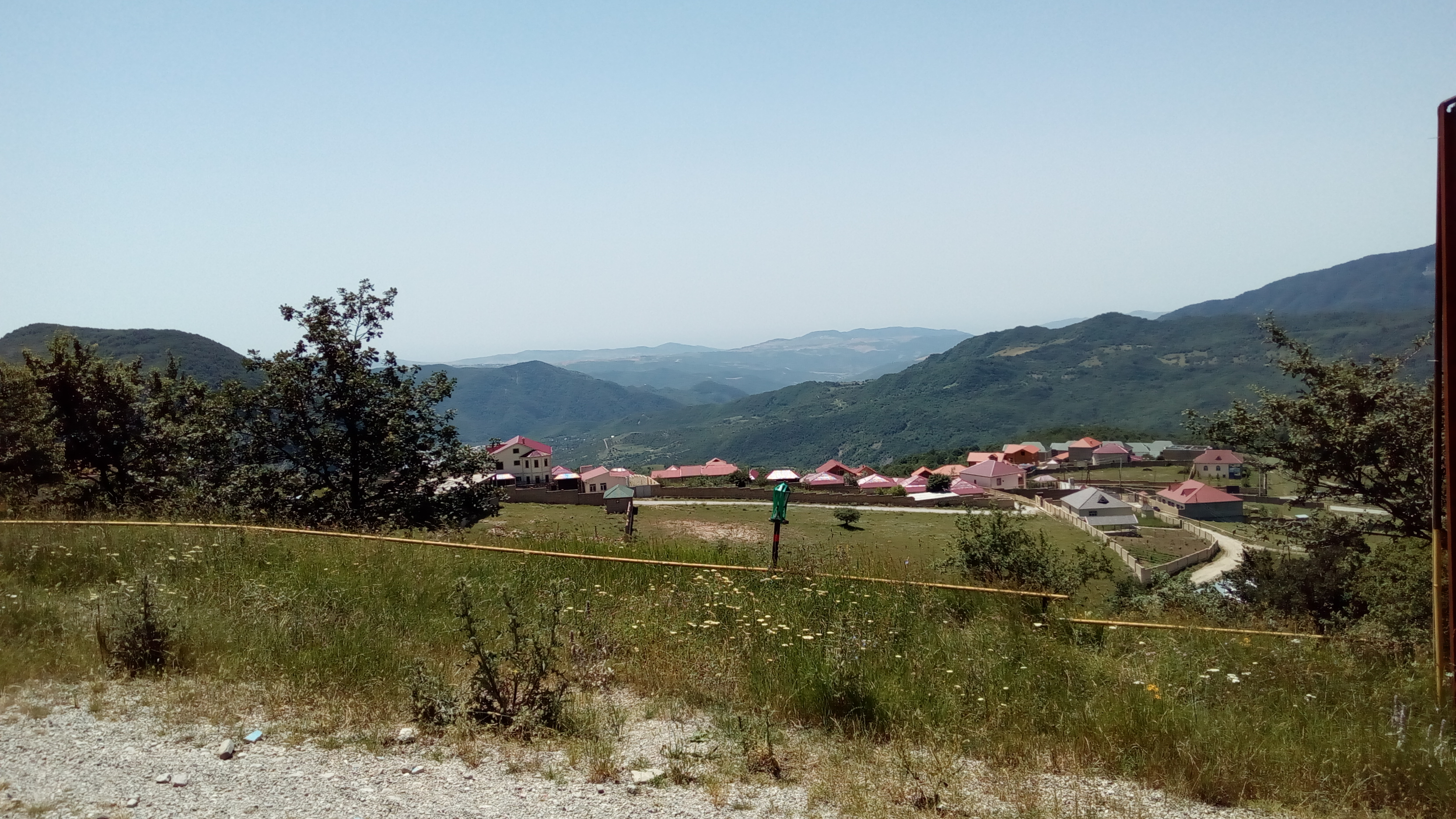
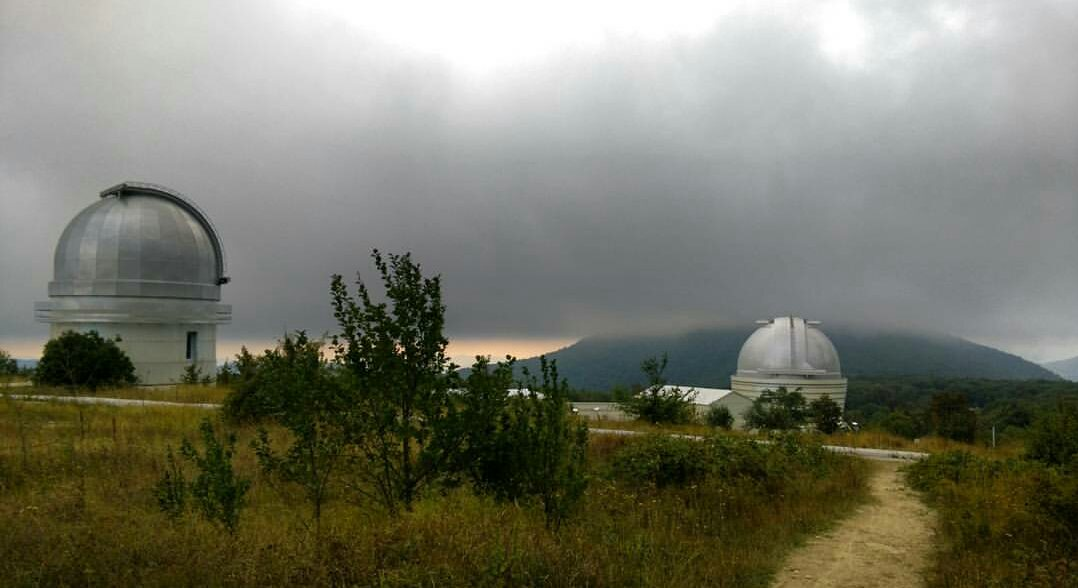
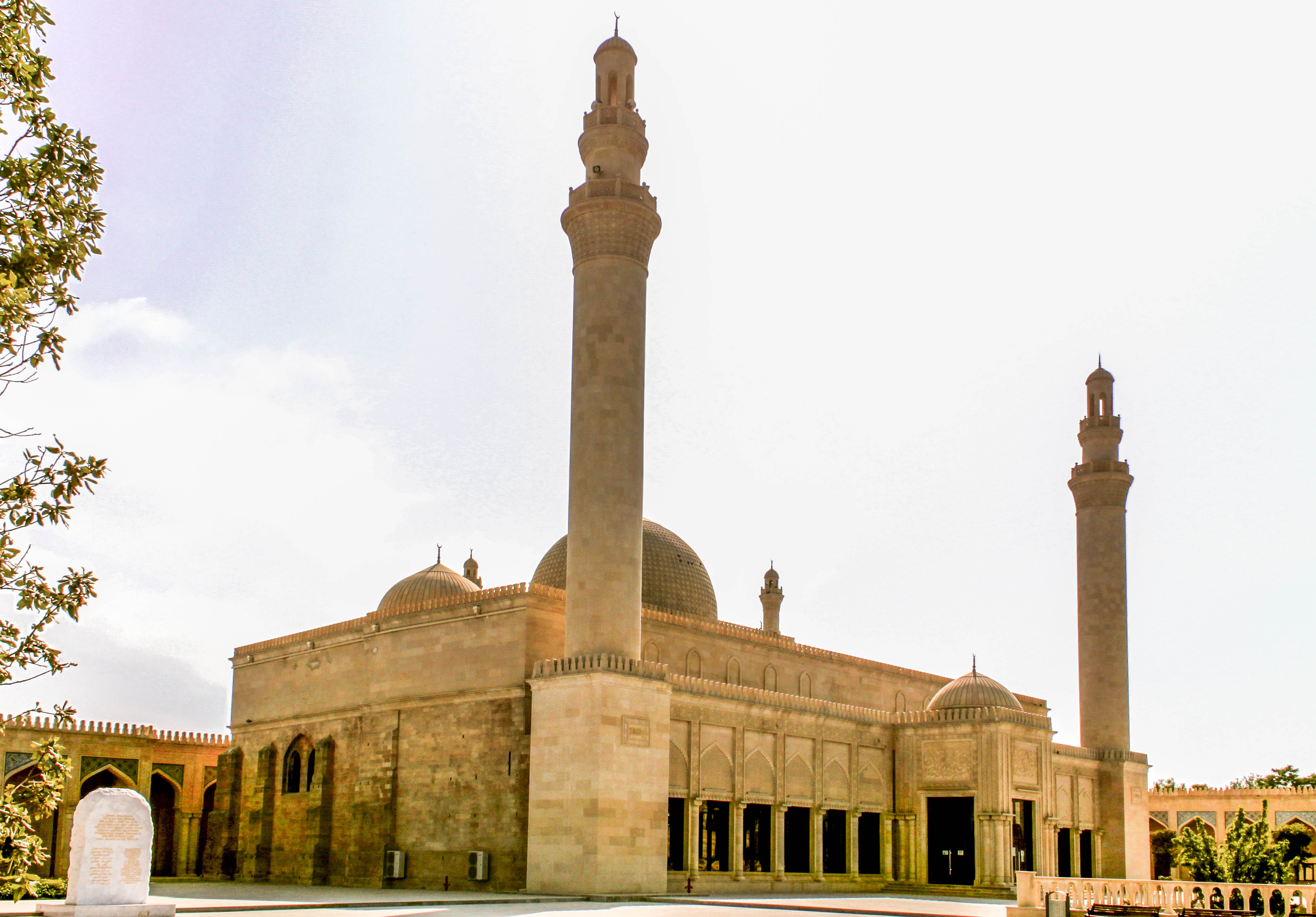
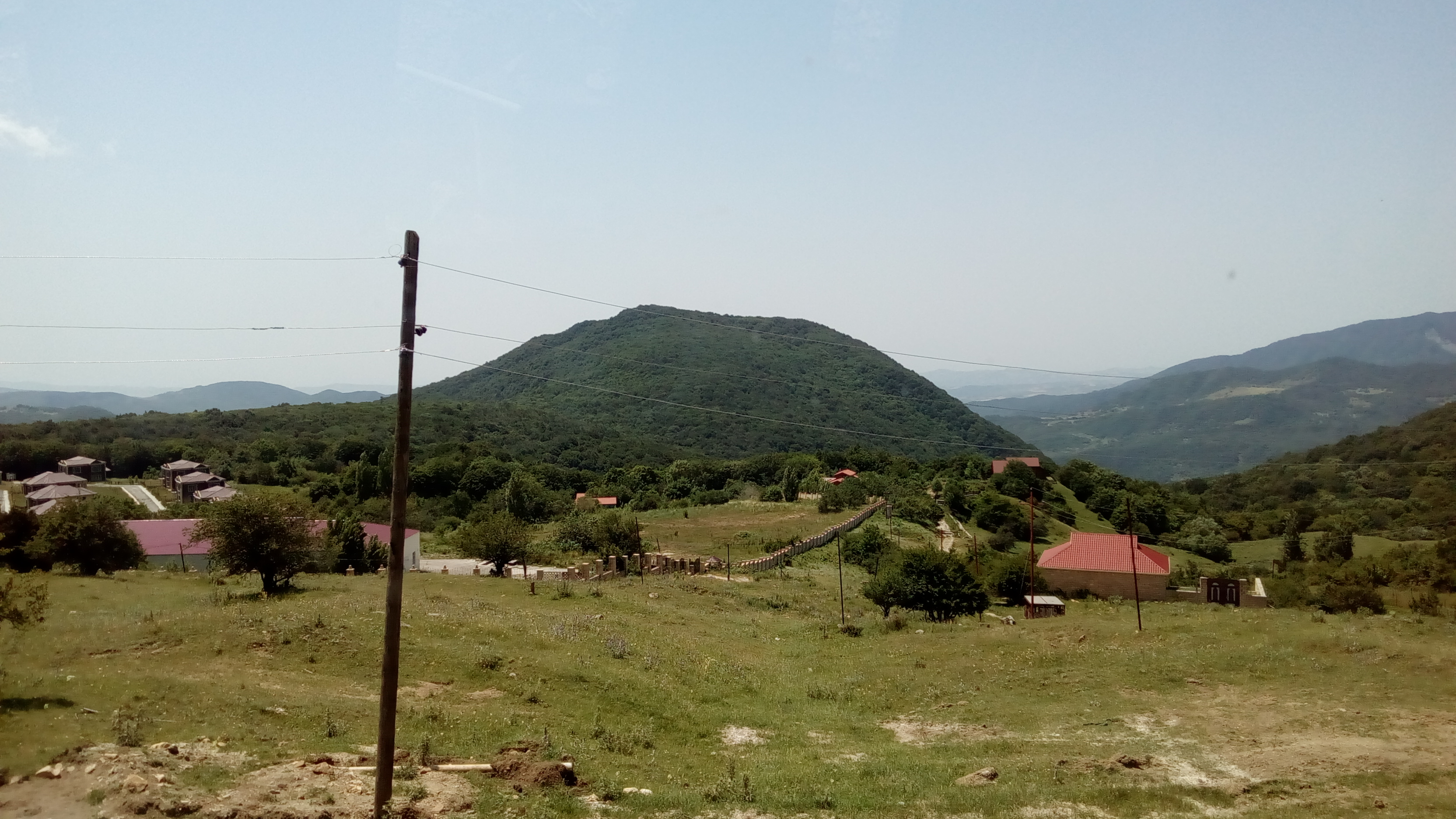
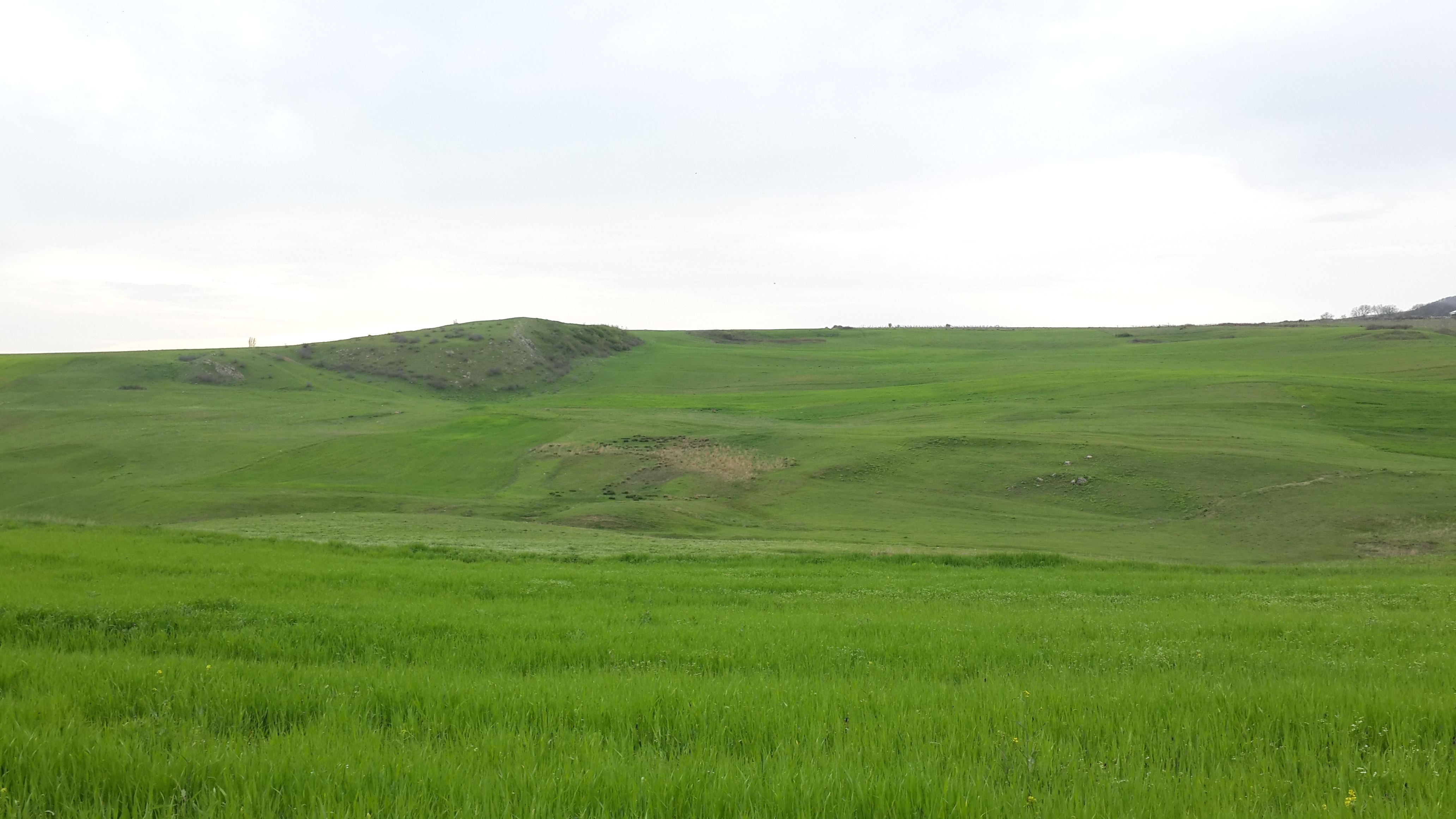
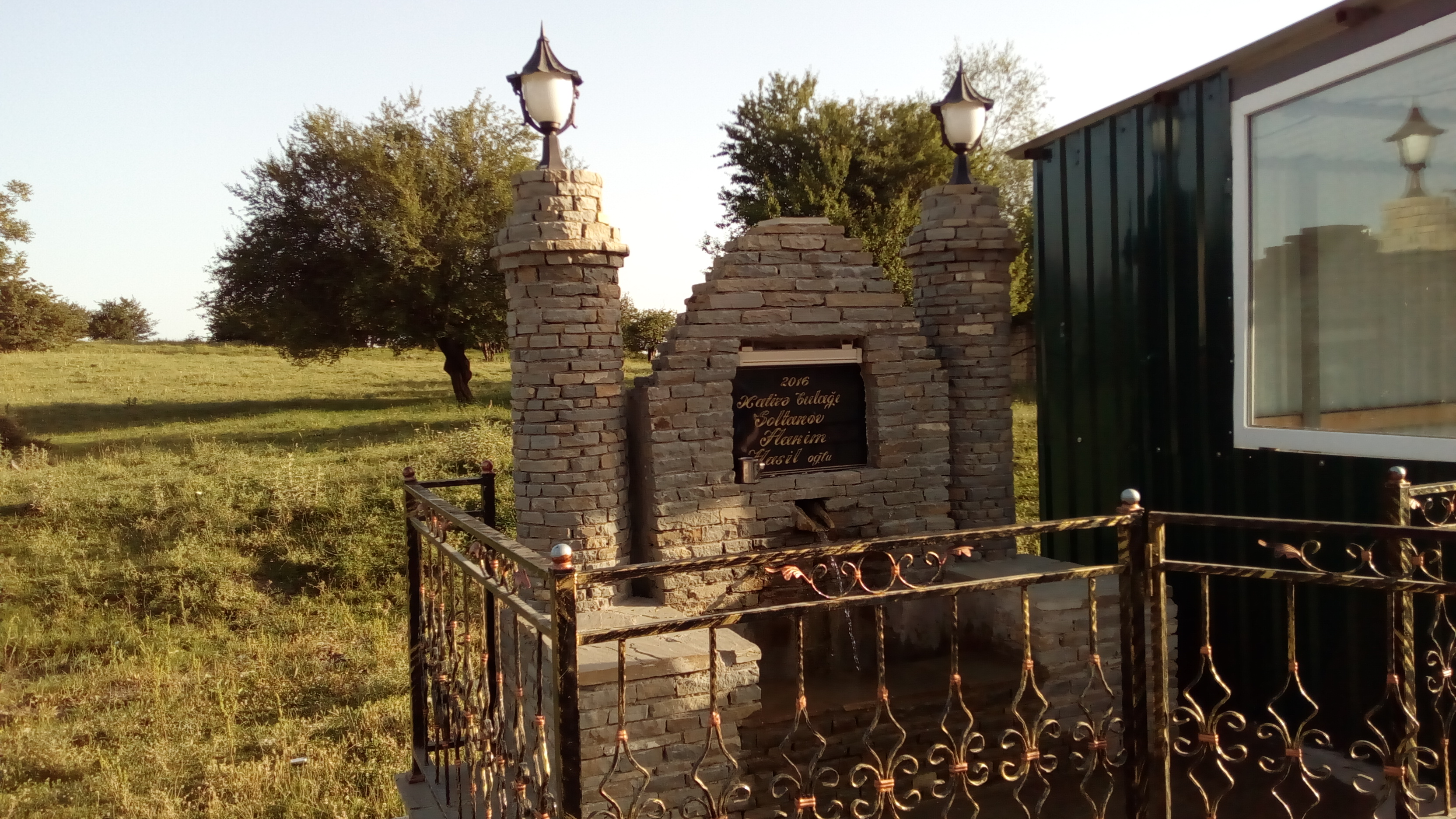
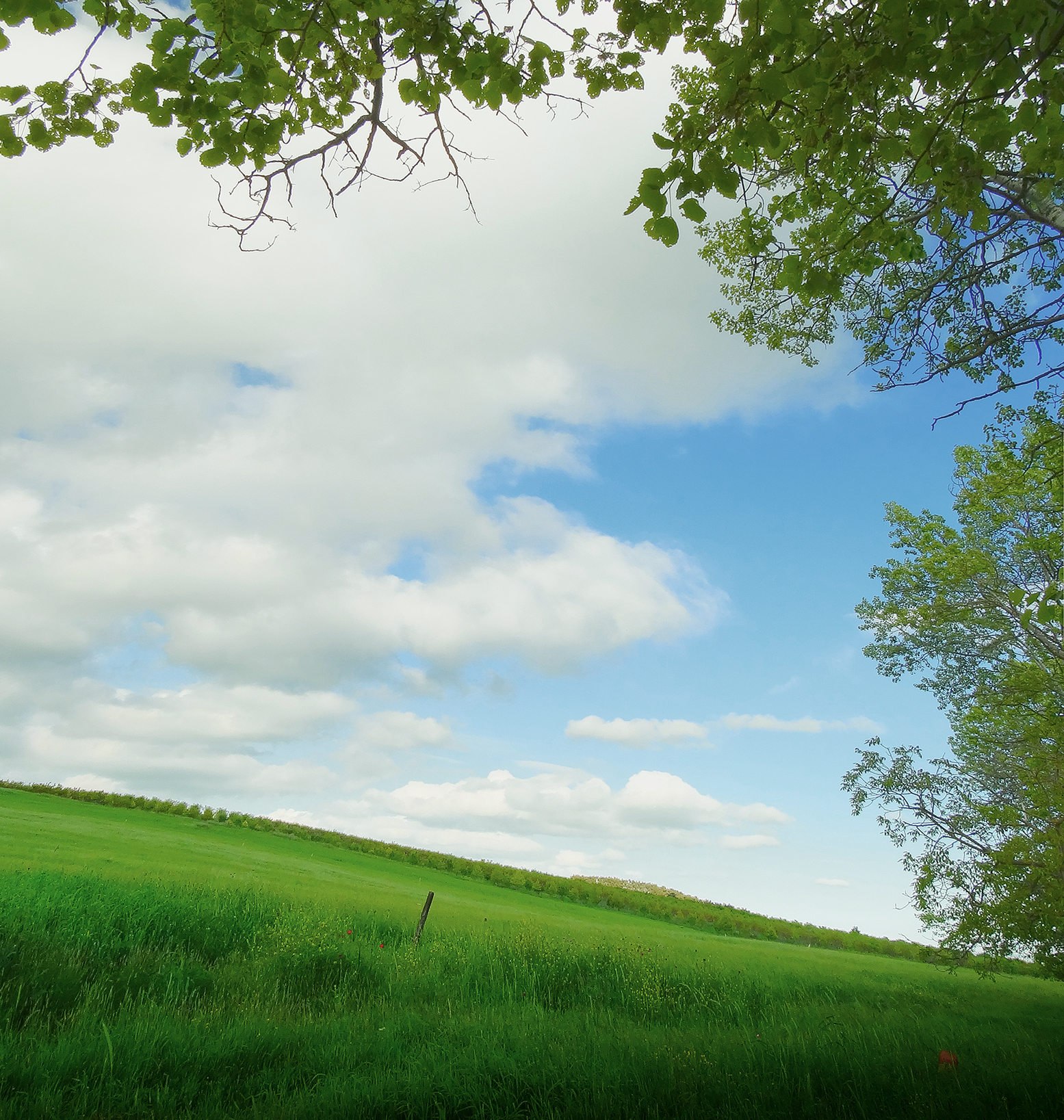

## Personnes célèbres
| Khaqani Shirvani           | Hadji Zeynalabdin Chirvani |
| Saiyid Imad-ad-din Nassimi | Gassim béy Hadjibababéyov  |
| Saiyid Azim Chirvani       | Zivar béy Ahmédbéyov       |
| Mirza Alakbér Sabir        | Mammadaga Chiraliyev       |
| Mohamméd Hadi              | Chamil Azizbéyov           |
| Abbas Sahhat               | Aléchréf Alizadé           |
| Sultan Madjid Ganizade     | Moussa Aliyev              |
| Eumar Ibn Kafiyaddin       | Saleh Rustamov             |
| Ibrahim Safarov            | Aziza Djafarzadé           |
| Rahib Khalilzadé           | Aleuvset Abdoullayev       |
| Nourgalam Mikayilov        | Nazim Abdoullayev          |
| Mirabbas Gassimov          | Hamdulla Aslanov           |
| Telman Malikov             | Além Nouriyev              |
| Dayanét Mousayev           | Ismail Afandiyev           |
| Tarlan Aliyerbéyov         | Ramzi Yuzbachov            |
| Alik Nadjafov              | Ilgar Mammadov             |
| Alim Gassimov              | Elnaré Abdoullayeva        |
| Aslan Khalilov             | Ilgar Novrouzov            |